# Сарапки
Сара́пки (рос. Сарапки) — присілок у складі Кропивинського округу Кемеровської області, Росія.

## Населення
Населення — 257 осіб (2010; 267 у 2002).
Національний склад (станом на 2002 рік):
- росіяни — 90 %